# Подгора (Равне-на-Корошкем)
Подгора (словен. Podgora) — поселення в общині Равне-на-Корошкем, Регіон Корошка, Словенія. Висота над рівнем моря: 567,5 м.